# Geleca

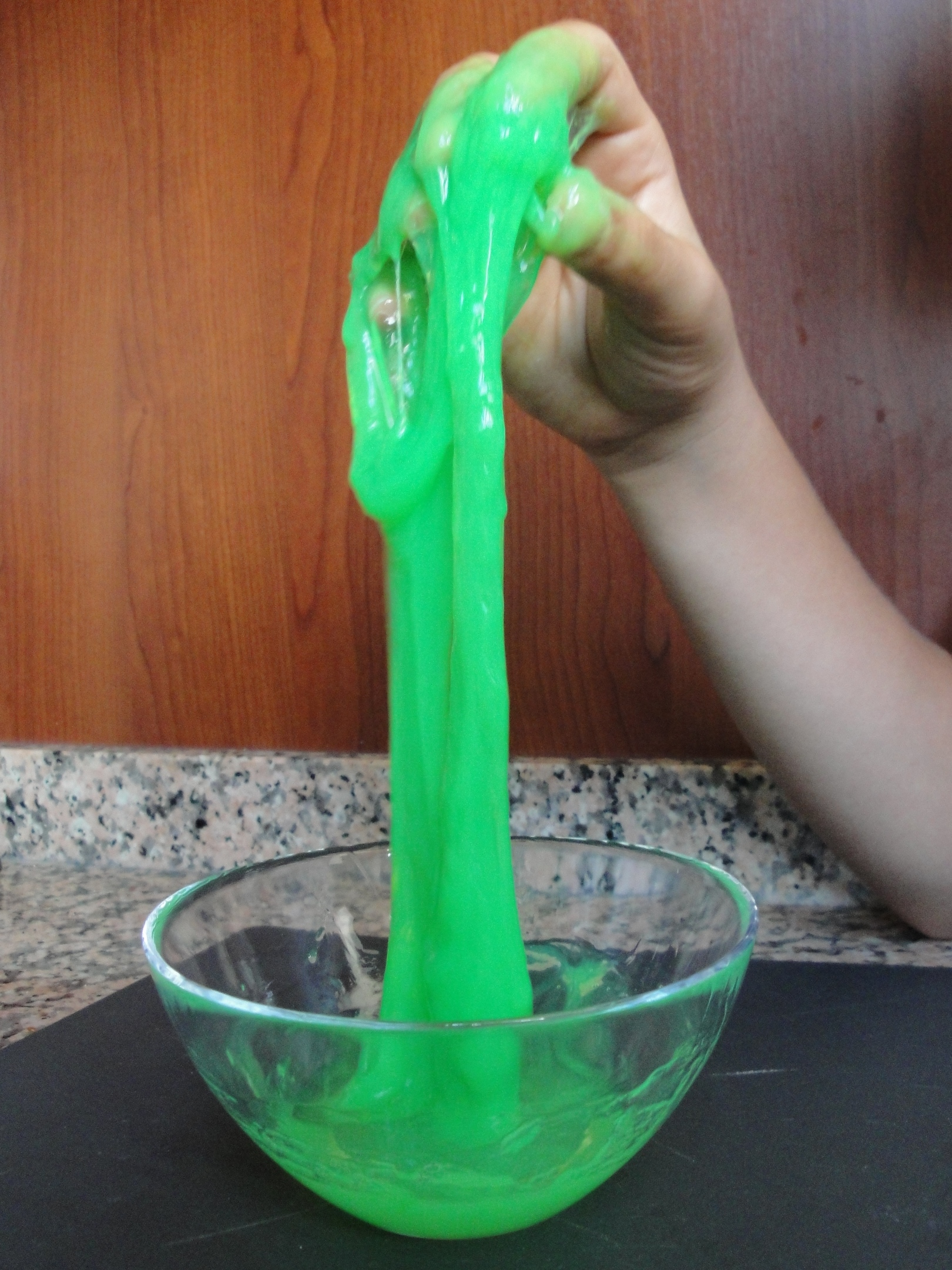
Geleca com corante alimentar verde adicionado.

A geleca, também conhecida por amoeba, flubber ou slime, é um brinquedo em forma de massa gelatinosa. O produto tem o formato de uma massa colorida que possui uma textura maleável, e que pode ser modelada em vários formatos como se fosse uma geleia amolecida nas mãos.

## História
O brinquedo fez muito sucesso nos anos 1980.

## Composição
A geleca é um polímero formado pela reticulação do álcool polivinílico (PVA) com um composto de Boro. Em experimentos escolares, pode ser produzida a partir de colas feitas de acetato de polivinila (PVAc) e bórax.